# MTI
Група компаній MTI, (вимовляється Ем-Ті-А́й) об'єднує компанії інформаційно-комунікаційних технологій, роздрібної торгівлі і та 3PL-логістику.
Веде діяльність на території України та Казахстану. Чистий прибуток MTI в 2016 році становив 129 млн грн, виручка — 6 млрд грн. Входить до найбільших платників податків, податкові відрахування компаній групи за 2017 рік склали близько 2 млрд грн.
В 2018 увійшла в ТОП-20 кращих роботодавців України за версією журналу «Власть денег» («Деловая столица»)

## Структура
Група компаний MTI об'єднує три базових напрямки:
1. компанії MTI hi-tech дистрибуція, Техногард, MTI Сервіс працюють у сфері інформаційно-комунікаційних технологій — дистрибуція, гарантійний та післягарантійний сервіс, інтеграція ІТ-рішень, проектування та впровадження систем безпеки (антикрадіжних систем, систем контролю доступу, управління складом на базі RFID-технології);
2. компанії ІНТЕРТОП, Protoria, MTI Fashion, Амадео — у сфері роздрібної торгівлі взуттям, одягом, ювелірними прикрасами, електронікою;
3. компанія Denka Logistics є 3PL оператором, надає послуги зі зберігання, обробки і доставки вантажів.

Станом на 2020 найвідомішим бізнесом групи MTI є мережа ІНТЕРТОП. Всього у групи 200 магазинів в Україні і близько 50 в Казахстані.

## Історія
Група компаній заснована 25 лютого 1991.
У 1993 в Україні відкрито перший фірмовий магазин Sony, який в 1994 році був визнаний кращим магазином Sony в Європі. Перший фірмовий магазин ІНТЕРТОП відкрито в 1994.
В 1995 відкрито сертифікований сервісний центр MTI, а також перший супермаркет електроніки «Орбіта». В 1996 відкритий новий напрям бізнесу — IT-дистрибуція, підписано контракти з компаніями Sharp, IBM і Epson.
Магазин люксового одягу і взуття Bally відкритий в 1997.
У 2002 введений в експлуатацію перший в Україні В2В портал для online-роботи з партнерами IT-дистрибуції, в 2004 — технічному центру МТІ присвоєно статус Національного технічного центру (НТЦ) з АТС Panasonic.
У 2004 MTI стала ініціатором-засновником Асоціації ІТ-дистриб'юторів, а в 2007 — Асоціації підприємств інформаційних технологій України.
У 2006 ІНТЕРТОП вийшов на ринок Казахстану, у 2012 стала офіційним партнером чемпіонату Європи з футболу EURO 2012.
У 2009 введений в експлуатацію власний автоматизований логістичний комплекс класу «А».
У 2013 був відкритий перший в Україні магазин ювелірних виробів PANDORA, у 2015 PANDORA вийшла на ринок Казахстану, а в 2017 на цей ринок вийшла компанія Техногард.
15 лютого 2024 року, згідно з Наказом Державної митної служби України №215 МТІ hi-tech дистрибуції надано статус Авторизованого економічного оператора категорії С. Компанія МТІ стала першою серед українських компаній у сегменті дистрибуції електроніки, IT та побутової техніки, яка отримала такий статус.

## Відзнаки
- 1998 — за підсумками рейтингу газети «Бізнес» «Топ профі комп'ютерної України-1998» компанія MTI зайняла I місце в номінації «Кращий роздрібний продавець»
- 2000 — згідно зі звітом дослідницької компанії РС Europe «1500 кращих дистриб'юторів ринку IT-технологій» компанія MTI визнана кращим дистриб'ютором комп'ютерної та офісної техніки 1999 року в Україні
- 2005 — мережа ІНТЕРТОП перемогла у номінації «Краща мережа взуттєвих магазинів» на всеукраїнському фестивалі «Вибір року»
- 2008 — компанія MTI зайняла I місце у галузевому IT-рейтингу видавництва «Економіка» «ТОП-100. Рейтинг кращих компаній України»
- 2010 — компанія MTI визнана кращим IT-дистриб'ютором України за підсумками конкурсу «Ukrainian IT-Channel Award 2010»
- 2011 — компанія MTI зайняла I місце в рейтингу «Топ 100. Кращі компанії України» в номінації «IT-дистрибуція»
- 2014 — компанія MTI увійшла в ТОП 200 найбільших компаній України, що становлять основу української економіки за версією журналу Forbes Україна

## Керівництво
- Цой Володимир Валерійович — президент[1]
- Башлаков Сергій В'ячеславович — віце-президент